# Нарсес
Нарсес (478/480 — між 568 та 573) — державний та військовий діяч, дипломат ранньої Візантійської імперії. Завершив Готську війну перемогою візантійців, які встановили свою владу по всій Італії.

## Життєпис

### Початок кар'єри
Походив зі знатного вірменського роду Камсакаран (втім, низка дослідників вважають це помилковим). Народився між 478 та 480 роками у Вірменському марзпанстві, що було частиною Сасанідської держави. Ймовірно, під час війн між Візантією та Персією потрапив у полон до візантійців, а звідти до Константинополя, де став євнухом. Згодом очолив охоронців-євнухів в імператорському палаці.
Перша письмова згадка про Нарсеса відноситься до 530 року (в творі Прокопія Кесарійського). Тоді він обіймав посаду кубікуларія священної опочивальні та ранг спафарія. Після поразки у 531 році при Каллініці проти персів візантійського військовика Велізарія, за наказом імператора Юстиніана I Нарсес очолив посольство до вірменської знаті з тим, щоб ті перестали підтримувати Персію. З завданням Нарсес упорався блискуче, позбавивши перського шах-ін-шаха важливої військової підтримки на Кавказі. В нагороду за це призначається комітом священних щедрот (головний скарбничий імперії).
У 532 році під час повстання Ніка проти імператора Юстиніана I підтримав імператрицю Феодору щодо продовження боротьби з бунтівниками. На кошти зі скарбниці Нарсес підкупив впливових сенаторів з партії венетів («синіх»), яким також вказав, що імператор завжди прихильно ставився до їхньої партії. А його суперник Іпатій належав до партії прасинів («зелених»). В результаті сенатори перейшли на бік Юстиніана I, викликавши розбрат серед очільників повстання. Після цього військовики Велізарій та Мунд знищили повсталих на великому іподромі. Тих, хто намагався втекти, з власним загоном переслідував Нарсес. За ці успішні дії отримав від імператора сенатське звання vir illustris («ясновельможний пан»).
535 року їздив з дорученням імператора до міста Фіви, в Єгипті, де ще існував поганський храм. Нарсес його знищив, на місці якого розпорядився звести церкву. 537 року знищив останнє поганське святилище у Верхньому Єгипті — на о. Філе, а ідолів відправив до Константинополя. Саме святилище перестворив на церкву. Того ж року дістав наказав навести лад в Олександрії Єгипетській, де тривало з 535 року протистояння між прихильниками Халкидонського собору та його противниками — Гайной та Феодосієм I відповідно. Нарсес з загоном у 7 тис. вояків швидко приборкав ворохобників, арештував патріарха Феодосія I, відправивши того до Константинополя. Після цього остаточно затвердив на посаді патріарха Олександрійська Гайну. 538 році Юстиніан I призначає Нарсеса на посаду препозита священної спочивальні, тобто стає одним з найбільш наближених осіб до імператора.

### Дії в Італії
У 538 році з військом Нарсес прибув до Італії, де Велізарій вів війну з остготами на чолі із Вітігесом. На нараді в Фірмумі Нарсес наполіг на надання підтримки візантійській залозі в Ріміні, завдяки чому візантійці зберегли важливу базу на Півночі Італії. Втім недовіра з боку Велізарія, небажання визнавати євнуха рівним собі військовиком призвела до конфлікту. Її результатом стало захоплення остготами Мілану, де було вбито 300 тис. осіб. За наклепом Велізарія Нарсеса усунуто від посади та відкликано до столиці імперії.

### Препозит священної спочивальні
У 539 році, після повернення з Італії, Нарсес не позбувся прихильності імператора, знову став займати пост імператорського скарбника і брати участь у всіх важливих справах імперії.
У ці роки почалися набіги склавінів і антів на Балканський півострів та кордони на Дунаю. Анти викупили в склавінів колишнього ромейського воєначальника на ім'я Хильбудій. Нарсес зустрівся з цією людиною і зрозумівши, що він не той за кого себе видає, піддав того арешту і тортурам, під якими псевдо-Хільбудій в усьому зізнався.
У 541 році допоміг імператриці Феодорі (спільно з Антоніною, дружиною Велізарія) повалити Іоанна Капподокійського, впливового сановника за Юстиніана I. Придворна боротьба, що почалася ще на початку 530-х років, завдяки Нарсесу завершилася відстороненням Іоанна від усіх посад і засланням.
545 року їздив з посольством до племені герулів, яких зумів привернути на бік імперії. Нарсеса відправили на переговори з вождями племен герулів для рекрутування герульських солдат у армію Східної Римської імперії. Оскільки він користувався великою повагою у багатьох варварських народів, Нарсес зумів виконати і це доручення василевса. Перейшовши на бік ромеїв герули розбили частину слов'янських племен, попри свою малу чисельність. 540 року герули завдали нищівної поразки склавенам, змусивши тих тривалий час не вдиралися до меж Східної Римської імперії.

### Повернення до Італії
У 551 році Нарсеса призначено командувачем усіх військ проти Королівства остготів, де правив Тотіла. Влітку того ж року Нарсес з військом рушив уздовж іллірійського узбережжя на північ Італії. В той же час відправив флот на чолі із Іоанном та Валеріаном, який у битві при Сені Галльській переміг остготський флот. Несподівано для супротивника Нарсес опинився перед Равенною. Слідом за цим рушив на південь Апеннінського півострова. У вирішальній битві при Тагіні (неподалік Буста-Галорум) Нарсес завдав остготам нищівної поразки. В цій битві загинув сам король Тотіла. За цим доволі швидко зайняв Рим, рушивши далі на південь.
У 552 році Нарсес взяв в облогу місто Куми, де зберігалася скарбниця Тотіли. Його наступник король Тейя виступив проти візантійців. Але у битві при горі Лакторі на початку 553 року Нарсес завдав супротивнику нової поразки, де загинув Тейя, а його брат Алігерн здався (в подальшому перебував на візантійській службі). До 555 року візантійські війська приборкали рештку остготів.
Водночас Нарсес вимушений був боротися з франками на чолі з Леутарієм та Бутілінем, які мали 50 тис. вояків. В той же час у Нарсеса залишилося 18 тис. візантієць зайняв вичікувальну позицію, захищаючи міста, чекаючи на підкріплення, яке прибуло у 554 році. Спочатку у битві при Пізаврі завдано поразки Леутарію. У жовтні того ж року у битві при Касіліні Нарсес завдав франкам та їхнім союзникам алеманам нищівної поразки. ТОді ж на бік візантійців перейшов вождь варнів Теудебальд. 555 року Нарсеса було призначено екзархом (або преторіанським префектом) Італії. Він також отримав ранг vir gloriosissimus («найвідоміший»), який надавався лише аристократам, та титул патрикія.
У 556 році Нарсес сприяв захисту, а потім обранням папою римським Пелагія. 559 року відновив владу імперії у Мілані та навколишніх землях, а потім в області венетів. 561 року завдав повної поразки франкам, що засіли у Веронській області, звільнивши від них усю Північну Італію. Розглядав план запрошення до Італії лангобардів як федератів для боротьби проти франків. 562 року придушив повстання коміта Відіна з франків, що діяв між Брешиєю та Вероною.
Спочатку Нарсес звільнив північну Італію від рештки франкських загонів, що отаборилися у Вероні та Бріче. Юстиніан I відправив йому збірку декретів під назвою «Прагматичні санкції» для керування Італією. До 565 року Нарсес відновив багато церков, громадських і державних будівель, міст, доріг і мостів (особливо вздовж Соляного шляху), але Рим не зміг підняти до колишньої пишноти. Також уздовж Котських та Грайських Альп, біля озер Вербана і Комо була встановлена мережа захисних фортець. 565 року стає почесним консулом. Придушено повстання герулів на чолі із Сіндуальдом в Норікських Альпах, після чого було зміцнено місто Тренто.
Після смерті Юстиніана I в 565 році у Нарсеса не склалися стосунки з новим імператором Юстином II та його дружиною Елією Софією. В цей час наприкінці 567 або на початку 568 року зумів надати підтримку франкському королевичу Гундовальду, якого планував використати проти ворожо налаштованого до імперії короля Сігіберта I. Зрештою у 568 залишив свою посаду, відмовившись повертатися до Константинополя, порушивши цим наказ імператора, а перебрався до свого маєтку під Неаполем.
Нарсес помер до 573 року, прибувши до Риму на прохання папи римського Іоанна III.

## Характеристика
Агафій Мірінейський зазначав, що Нарсес не був навчений літературі і красномовству, проте завдяки бажанню до знань і самоосвіті зумів стати людиною дуже освіченою, що сприяло його просуванню кар'єрними щаблями. Цей же письменник описує Нарсеса як людину сильної, чесної вдачі, працьовитого, цілеспрямованого, безкорисливого і побожного.
Прокопій Кесарійський ні разу не відгукується про Нарсеса погано, називаючи його людиною гострого розуму і надто енергійним і сильним для євнуха.
Євагрій Схоластик вказує на те, що Нарсес особливо шанував Пресвяту Діву Марію і всі свої перемоги приписував її милості.